# Альберто Маренко ді Моріондо
Альберто Маренко ді Моріондо (італ. Alberto Marenco di Moriondo, 15 грудня 1889, Новара — 27 травня 1958, Турин) — італійський адмірал та партизан, учасник Першої та Другої світових воєн.

## Біографія
Альберто Маренко ді Моріондо народився 15 грудня 1889 року в Новарі. У 1907 році вступив до Військово-морської академії в Ліворно, яку закінчив у 1911 році у званні гардемарина. Брав участь в Італійсько-турецькій війні на борту броненосця «Бенедетто Брін».
Під час Першої світової війни, у званні лейтенанта, ніс службу на підводних човнах. За службу заступником командира підводного човна «Зої» був нагороджений бронзовою медаллю «За військову доблесть». Був призначений командиром підводного човна «F 12». 4 липня 1918 року потопив австро-угорський підводний човен SM U-20, за що був нагороджений срібною медаллю «За військову доблесть».
За військові заслуги отримав звання капітана III рангу.
Протягом 1919-1923 років був ад'ютантом короля Віктора Емануїла III.
Після повернення на флот командував міноносцем. У 1924 році отримав звання капітана II рангу, протягом 1927-1929 років був заступником командира флотилії підводних човнів.
У 1930 році отримав звання капітана I рангу. Ніс службу у штабі Військово-морського командування Тірренського моря. З 10 жовтня 1933 року по 5 квітня 1935 року командував важким крейсером «Горіція».
25 серпня 1935 року отримав звання контрадмірала. Брав участь в операціях італійського флоту під час громадянської війни в Іспанії на чолі з'єднання із флагманським кораблем «Куарто».
1 січня 1938 року отримав звання дивізійного адмірала і був призначений командувачем 1-ї морської дивізії (флагманський корабель - важкий крейсер «Зара»). У 1939 році був призначений командувачем Військово-морського командування в Полі.
Після вступу Італії у Другу світову війну Альберто Маренко ді Моріондо брав участь у бойових діях, за що був нагороджений Савойським військовим орденом. У травні 1941 року був призначений командувачем військового командування у західній Греції у Патрах. Обіймав цю посаду до серпня 1943 року.
На початку вересня 1943 року Альберто Маренко ді Моріондо повернувся до Італії, щоб обійняти нову посаду в генеральному штабі флоту. Там його і застала капітуляція Італії. Він відмовився від будь-якої співпраці з Італійською соціальною республікою і долучився до Руху Опору в П'ємонті. Діяв як простий партизан в районі Ланге, брав участь у численних бойових зіткненнях, за що був нагороджений другою Срібною медаллю «За військову доблесть».
У квітні 1945 року Альберто Маренко ді Моріондо повернувся до служби на флоті. Був членом комісії спеціальних розслідувань. 4 березня 1946 року вийшов у запас.
Помер 27 березня 1958 року в Турині.

## Нагороди
- Кавалер Савойського військового ордена
- Срібна медаль «За військову доблесть» (нагороджений двічі)
- Бронзова медаль «За військову доблесть»
- Хрест «За військові заслуги» (нагороджений 4 рази)
- Кавалер Великого хреста Ордена Корони Італії
- Командор Колоніального ордена Зірки Італії
- Командор Ордена Святих Маврикія та Лазаря